# Victrix bogdoana
Victrix bogdoana is een vlinder uit de familie uilen (Noctuidae). De wetenschappelijke naam is voor het eerst geldig gepubliceerd in 2009 door Matov, Fibiger & Ronkay.
De soort komt voor in Europa.